# Keith Sweat

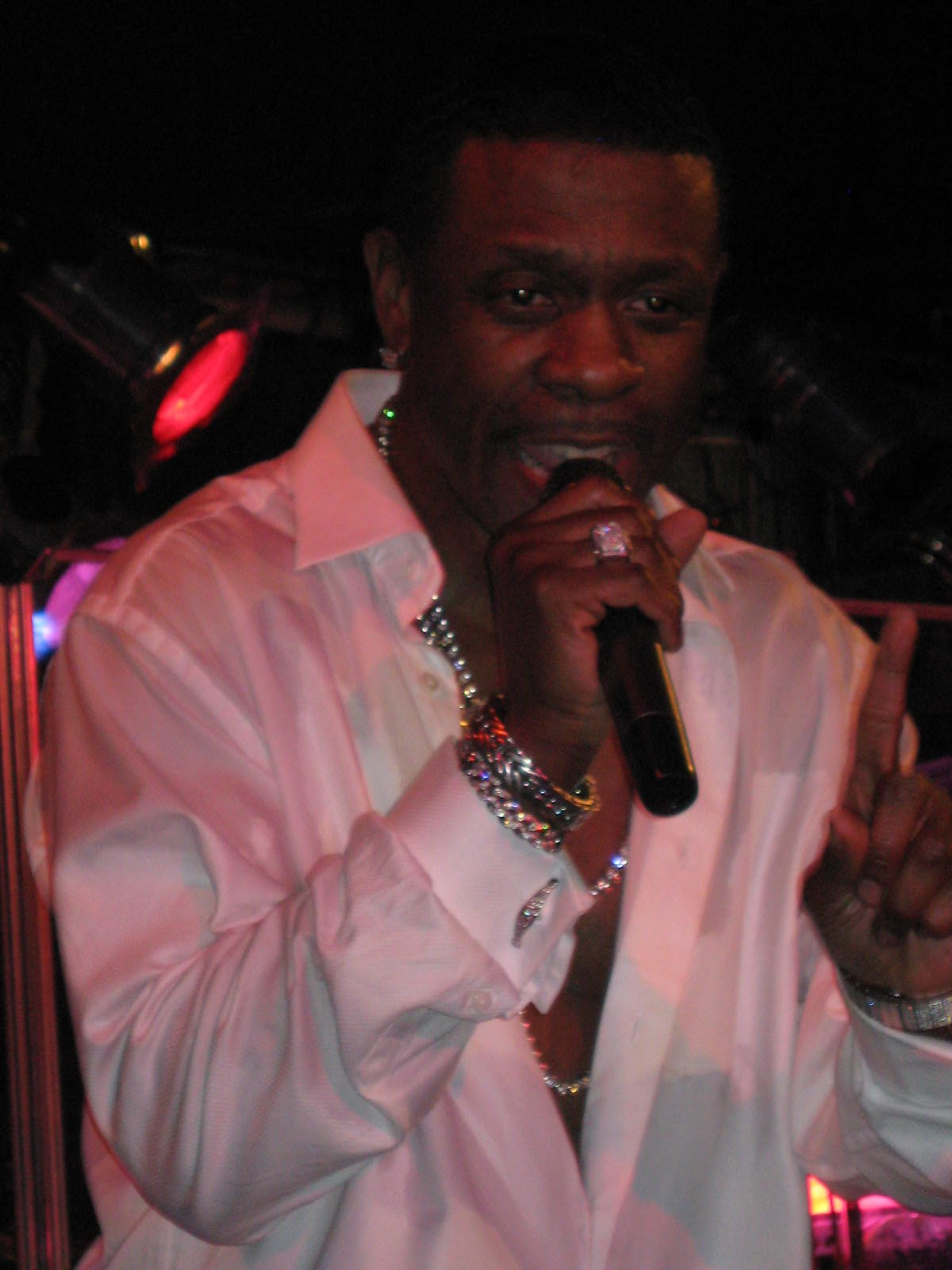
Keith Sweat (2009)

Keith Sweat (* 22. Juli 1961 in New York; eigentlich Keith Crier) ist ein US-amerikanischer R&B-Sänger, Songwriter und Musikproduzent.

## Biografie
Seit 1988 verkaufte Sweat weltweit über 15 Millionen Alben, hatte sechs Nummer-eins-Hits und platzierte 20 Songs in den englischen und amerikanischen Charts. Außerdem gab es drei Multi-Platin-Alben, drei Platin-Alben und zwei Gold-Alben, darunter The Best of Keith Sweat von 2004.
In den US-amerikanischen Billboard-Charts war er 1988 erstmals mit I Want Her vertreten und erreichte den fünften Platz der Pop-Charts, in den R&B-Charts war es Sweats erster Nummer-eins-Hit. Seinen größten Erfolg hatte er 1996 mit Twisted, das bis auf Platz 1 der R&B-Charts und auf Platz 2 der Pop-Charts stieg. Danach konnte er sich mehrfach mit Duetten in den US-Charts platzieren. Mit Athena Cage sang er Nobody, mit dem er drei Wochen die R&B-Charts anführte, in den Pop-Charts erreichte das Lied den dritten Platz. Später nahm er Platten mit Snoop Dogg, LL Cool J und Busta Rhymes und David Hollister auf. Mit Ayman hatte er im Jahr 2000 einen Top-20-Hit in Deutschland. 
Sweat war mit Gerald Levert und Johnny Gill Teil von LSG, einer R&B-Gruppe. Größter Hit dieser Gruppe war My Body, der 1997 auf Platz 4 der US-Charts stieg. Die Gruppe verstummte durch den Tod von Gerald Levert.

## Diskografie

### Studioalben
| Jahr | Titel Musiklabel Katalog-Nr.               | Höchstplatzierung, Gesamtwochen, AuszeichnungChartplatzierungen (Jahr, Titel, Musiklabel Katalog-Nr., Platzierungen, Wochen, Auszeichnungen, Anmerkungen) | Höchstplatzierung, Gesamtwochen, AuszeichnungChartplatzierungen (Jahr, Titel, Musiklabel Katalog-Nr., Platzierungen, Wochen, Auszeichnungen, Anmerkungen) | Höchstplatzierung, Gesamtwochen, AuszeichnungChartplatzierungen (Jahr, Titel, Musiklabel Katalog-Nr., Platzierungen, Wochen, Auszeichnungen, Anmerkungen) | Höchstplatzierung, Gesamtwochen, AuszeichnungChartplatzierungen (Jahr, Titel, Musiklabel Katalog-Nr., Platzierungen, Wochen, Auszeichnungen, Anmerkungen) | Anmerkungen                                                                           |
| Jahr | Titel Musiklabel Katalog-Nr.               | DE | UK | US | R&B | Anmerkungen                                                                           |
| ---- | ------------------------------------------ | --- | --- | --- | --- | ------------------------------------------------------------------------------------- |
| 1987 | Make It Last Forever Elektra 60763         | — | UK41 Silber · (21 Wo.)UK | US15 ×3Dreifachplatin · (68 Wo.)US | R&B1 (78 Wo.)R&B | Erstveröffentlichung: 24. November 1987 Executive Producer: Vincent Davis             |
| 1990 | I’ll Give All My Love to You Elektra 60861 | — | UK47 (4 Wo.)UK | US6 ×2Doppelplatin · (62 Wo.)US | R&B1 (60 Wo.)R&B | Erstveröffentlichung: 12. Juni 1990 Executive Producer: Vincent Davis                 |
| 1991 | Keep It Comin Elektra 61216                | — | — | US19 Platin · (33 Wo.)US | R&B1 (67 Wo.)R&B | Erstveröffentlichung: 26. November 1991 Executive Producer: Hiriam Hicks, Keith Sweat |
| 1994 | Get Up on It Elektra 61550                 | DE86 (6 Wo.)DE | UK20 (5 Wo.)UK | US8 Platin · (23 Wo.)US | R&B1 (37 Wo.)R&B | Erstveröffentlichung: 28. Juni 1994 Executive Producer: Keith Sweat                   |
| 1996 | Keith Sweat Elektra 61707                  | DE84 (5 Wo.)DE | UK36 (2 Wo.)UK | US5 ×4Vierfachplatin · (63 Wo.)US | R&B1 (63 Wo.)R&B | Erstveröffentlichung: 25. Juni 1996 Executive Producer: Keith Sweat                   |
| 1998 | Still in the Game Elektra 62262            | DE63 (3 Wo.)DE | UK62 (1 Wo.)UK | US6 Platin · (27 Wo.)US | R&B2 (34 Wo.)R&B | Erstveröffentlichung: 22. September 1998 Executive Producer: Keith Sweat              |
| 2000 | Didn’t See Me Coming Elektra 62515         | DE55 (2 Wo.)DE | — | US16 Gold · (22 Wo.)US | R&B5 (27 Wo.)R&B | Erstveröffentlichung: 14. November 2000 Executive Producer: Keith Sweat               |
| 2002 | Rebirth Elektra 62785                      | DE69 (2 Wo.)DE | — | US14 (12 Wo.)US | R&B7 (14 Wo.)R&B | Erstveröffentlichung: 13. August 2002 Executive Producer: Keith Sweat, Sylvia Rhone   |
| 2008 | Just Me ATCO 79996                         | — | — | US10 (8 Wo.)US | R&B1 (27 Wo.)R&B | Erstveröffentlichung: 6. Mai 2008 Executive Producer: Keith Sweat                     |
| 2010 | Ridin’ Solo Kedar 00008                    | — | — | US13 (6 Wo.)US | R&B4 (20 Wo.)R&B | Erstveröffentlichung: 22. Juni 2010 Executive Producer: Kedar Massenburg, Keith Sweat |
| 2011 | ’Til the Morning eOne 5164                 | — | — | US38 (2 Wo.)US | R&B8 (16 Wo.)R&B | Erstveröffentlichung: 8. November 2011 Executive Producer: Keith Sweat                |
| 2016 | Dress to Impress KDS Entertainment 306252  | — | — | US34 (4 Wo.)US | R&B4 (24 Wo.)R&B | Erstveröffentlichung: 22. Juli 2016                                                   |

### Livealben
| Jahr | Titel Musiklabel Katalog-Nr.          | Höchstplatzierung, Gesamtwochen, AuszeichnungChartplatzierungen (Jahr, Titel, Musiklabel Katalog-Nr., Platzierungen, Wochen, Auszeichnungen, Anmerkungen) | Höchstplatzierung, Gesamtwochen, AuszeichnungChartplatzierungen (Jahr, Titel, Musiklabel Katalog-Nr., Platzierungen, Wochen, Auszeichnungen, Anmerkungen) | Anmerkungen                                                                         |
| Jahr | Titel Musiklabel Katalog-Nr.          | US | R&B | Anmerkungen                                                                         |
| ---- | ------------------------------------- | --- | --- | ----------------------------------------------------------------------------------- |
| 2003 | Keith Sweat Live Electra 62855        | US86 (4 Wo.)US | R&B34 (6 Wo.)R&B | Erstveröffentlichung: 4. Februar 2003 Aufnahme: Washington, D.C.                    |
| 2007 | Sweat Hotel Live Shout! Factory 10477 | — | R&B41 (7 Wo.)R&B | Erstveröffentlichung: 12. Juni 2007 Aufnahme Atlanta Civic Center, 14. Februar 2006 |

### Kompilationen
| Jahr | Titel Musiklabel Katalog-Nr.                                      | Höchstplatzierung, Gesamtwochen, AuszeichnungChartplatzierungen (Jahr, Titel, Musiklabel Katalog-Nr., Platzierungen, Wochen, Auszeichnungen, Anmerkungen) | Höchstplatzierung, Gesamtwochen, AuszeichnungChartplatzierungen (Jahr, Titel, Musiklabel Katalog-Nr., Platzierungen, Wochen, Auszeichnungen, Anmerkungen) | Höchstplatzierung, Gesamtwochen, AuszeichnungChartplatzierungen (Jahr, Titel, Musiklabel Katalog-Nr., Platzierungen, Wochen, Auszeichnungen, Anmerkungen) | Anmerkungen                             |
| Jahr | Titel Musiklabel Katalog-Nr.                                      | DE | US | R&B | Anmerkungen                             |
| ---- | ----------------------------------------------------------------- | --- | --- | --- | --------------------------------------- |
| 1997 | Just a Touch Elektra 62116                                        | DE74 (3 Wo.)DE | — | — | Erstveröffentlichung: Juli 1997         |
| 2004 | The Best of Keith Sweat: Make You Sweat Elektra 73954             | — | US31 Gold · (24 Wo.)US | R&B15 (55 Wo.)R&B | Erstveröffentlichung: 13. Januar 2004   |
| 2007 | A Christmas of Love Rhino 374352                                  | — | — | R&B79 (3 Wo.)R&B | Erstveröffentlichung: 20. November 2007 |
| 2015 | Harlem Romance: The Love Collection Elektra 547638 / Rhino 022023 | — | — | R&B32 (11 Wo.)R&B | Erstveröffentlichung: 13. Januar 2004   |

Weitere Kompilationen
- 1998: Collection (Electra 1195)
- 2017: An Introduction to Keith Sweat (Elektra / Rhino 938697)

### Singles
| Jahr | Titel Album                                        | Höchstplatzierung, Gesamtwochen, AuszeichnungChartplatzierungen (Jahr, Titel, Album, Platzierungen, Wochen, Auszeichnungen, Anmerkungen) | Höchstplatzierung, Gesamtwochen, AuszeichnungChartplatzierungen (Jahr, Titel, Album, Platzierungen, Wochen, Auszeichnungen, Anmerkungen) | Höchstplatzierung, Gesamtwochen, AuszeichnungChartplatzierungen (Jahr, Titel, Album, Platzierungen, Wochen, Auszeichnungen, Anmerkungen) | Höchstplatzierung, Gesamtwochen, AuszeichnungChartplatzierungen (Jahr, Titel, Album, Platzierungen, Wochen, Auszeichnungen, Anmerkungen) | Höchstplatzierung, Gesamtwochen, AuszeichnungChartplatzierungen (Jahr, Titel, Album, Platzierungen, Wochen, Auszeichnungen, Anmerkungen) | Höchstplatzierung, Gesamtwochen, AuszeichnungChartplatzierungen (Jahr, Titel, Album, Platzierungen, Wochen, Auszeichnungen, Anmerkungen) | Anmerkungen                                                                        |
| Jahr | Titel Album                                        | DE | CH | UK | US | R&B | Dance | Anmerkungen                                                                        |
| ---- | -------------------------------------------------- | --- | --- | --- | --- | --- | --- | ---------------------------------------------------------------------------------- |
| 1987 | I Want Her Make It Last Forever                    | — | — | UK26 (12 Wo.)UK | US5 Gold · (20 Wo.)US | R&B1 (21 Wo.)R&B | Dance38 (7 Wo.)Dance | Erstveröffentlichung: 20. Oktober 1987                                             |
| 1988 | Something Just Ain’t Right Make It Last Forever    | — | — | UK55 (3 Wo.)UK | US79 (5 Wo.)US | R&B3 (16 Wo.)R&B | — | Erstveröffentlichung: März 1988                                                    |
| 1988 | Make It Last Forever                               | — | — | — | US59 (11 Wo.)US | R&B2 (18 Wo.)R&B | — | Erstveröffentlichung: Juni 1988 mit Jacci McGhee                                   |
| 1988 | Don’t Stop Your Love Make It Last Forever          | — | — | UK98 (1 Wo.)UK | — | R&B9 (16 Wo.)R&B | — | Erstveröffentlichung: Oktober 1988                                                 |
| 1989 | All Nite                                           | — | — | — | US71 (7 Wo.)US | R&B7 (19 Wo.)R&B | — | Erstveröffentlichung: September 1989 Entouch feat. Keith Sweat                     |
| 1990 | Make You Sweat I’ll Give All My Love to You        | — | — | — | US14 Gold · (21 Wo.)US | R&B1 (18 Wo.)R&B | Dance5 (10 Wo.)Dance | Erstveröffentlichung: Mai 1990                                                     |
| 1990 | Merry Go Round I’ll Give All My Love to You        | — | — | — | — | R&B2 (16 Wo.)R&B | — | Erstveröffentlichung: August 1990                                                  |
| 1990 | I’ll Give All My Love to You                       | — | — | — | US7 (19 Wo.)US | R&B1 (20 Wo.)R&B | — | Erstveröffentlichung: November 1990                                                |
| 1991 | Your Love I’ll Give All My Love to You             | — | — | — | US71 (9 Wo.)US | R&B4 (15 Wo.)R&B | — | Erstveröffentlichung: März 1991                                                    |
| 1991 | Keep It Comin’                                     | — | — | — | US17 (20 Wo.)US | R&B1 (20 Wo.)R&B | Dance25 (7 Wo.)Dance | Erstveröffentlichung: November 1991                                                |
| 1992 | Why Me Baby? Keep It Comin’                        | — | — | — | US44 (17 Wo.)US | R&B2 (23 Wo.)R&B | — | Erstveröffentlichung: Februar 1992                                                 |
| 1992 | I Want to Love You Down Keep It Comin’             | — | — | — | — | R&B20 (20 Wo.)R&B | — | Erstveröffentlichung: September 1992                                               |
| 1992 | Does He Do It Good Made in America (Soundtrack)    | — | — | — | — | R&B68 (1 Wo.)R&B | — | Erstveröffentlichung: 1992 mit Silk; nur durch Airplay platziert                   |
| 1994 | How Do You Like It? Get Up on It                   | — | — | UK71 (2 Wo.)UK | US48 (20 Wo.)US | R&B9 (20 Wo.)R&B | — | Erstveröffentlichung: März 1994 feat. Left Eye                                     |
| 1994 | When I Give My Love Get Up on It                   | — | — | — | US85 (4 Wo.)US | R&B21 (12 Wo.)R&B | — | Erstveröffentlichung: Juni 1994                                                    |
| 1994 | Get Up on It                                       | — | — | UK83 (1 Wo.)UK | US62 (16 Wo.)US | R&B12 (20 Wo.)R&B | — | Erstveröffentlichung: Juli 1994 feat. Kut Klose                                    |
| 1995 | If It’s Alright with You Love on My Mind           | — | — | — | — | R&B41 (17 Wo.)R&B | — | Erstveröffentlichung: April 1995 Lorenzo feat. Keith Sweat                         |
| 1996 | Twisted Get Up on It                               | — | — | UK39 Silber · (6 Wo.)UK | US2 Platin · (38 Wo.)US | R&B1 (33 Wo.)R&B | — | Erstveröffentlichung: Juni 1996 Backing Vocals: Kut Klose                          |
| 1996 | Nobody Keith Sweat                                 | — | — | UK30 (2 Wo.)UK | US3 Platin · (35 Wo.)US | R&B1 (31 Wo.)R&B | — | Erstveröffentlichung: September 1996 feat. Athena Cage; Backing Vocals: Kut Klosev |
| 1996 | Just a Touch Keith Sweat                           | — | — | UK35 (2 Wo.)UK | — | R&B38 (16 Wo.)R&B | — | Erstveröffentlichung: 1996                                                         |
| 1997 | Gonna Let U Know –                                 | — | — | — | — | R&B47 (14 Wo.)R&B | — | Erstveröffentlichung: März 1997 Lil Bud & Tizone feat. Keith Sweat                 |
| 1997 | Come with Me Keith Sweat                           | — | — | — | US68 (11 Wo.)US | R&B27 (13 Wo.)R&B | — | Erstveröffentlichung: Juni 1997 feat. Ronald Isley                                 |
| 1998 | Am I Dreaming Ol’ Skool                            | — | — | — | US31 (13 Wo.)US | R&B5 (21 Wo.)R&B | — | Erstveröffentlichung: Januar 1998 Ol’ Skool feat. Keith Sweat & Xscape             |
| 1998 | Come and Get with Me Still in the Game             | — | — | UK58 (2 Wo.)UK | US12 Gold · (15 Wo.)US | R&B6 (20 Wo.)R&B | — | Erstveröffentlichung: Oktober 1998 feat. Snoop Dogg                                |
| 1998 | Going Home with Me –                               | — | — | — | — | R&B57 (17 Wo.)R&B | — | Erstveröffentlichung: Dezember 1998 Jermaine Dupri feat. Keith Sweat und R. O. C.  |
| 1999 | I’m Not Ready Still in the Game                    | — | — | UK53 (2 Wo.)UK | US16 (10 Wo.)US | R&B12 (19 Wo.)R&B | — | Erstveröffentlichung: Januar 1999                                                  |
| 2000 | I’ll Trade (A Million Bucks) Didn’t See Me Coming  | — | — | — | — | R&B36 (18 Wo.)R&B | — | Erstveröffentlichung: September 2000 feat. Lil’ Mo                                 |
| 2000 | Dieser Brief Didn’t See Me Coming (German Version) | DE20 (11 Wo.)DE | CH76 (9 Wo.)CH | — | — | — | — | Erstveröffentlichung: Oktober 2000 Ayman feat. Keith Sweat                         |
| 2001 | Real Man Didn’t See Me Coming                      | — | — | — | — | R&B73 (6 Wo.)R&B | — | Erstveröffentlichung: Februar 2001                                                 |
| 2002 | One on One Rebirth                                 | — | — | — | — | R&B44 (18 Wo.)R&B | — | Erstveröffentlichung: Juli 2002 feat. Lola Troy und Lade Bac                       |
| 2008 | Suga, Suga, Suga Just Me                           | — | — | — | — | R&B36 (20 Wo.)R&B | — | Erstveröffentlichung: Februar 2008                                                 |
| 2008 | Butterscotch Just Me                               | — | — | — | — | R&B92 (4 Wo.)R&B | — | Erstveröffentlichung: Juli 2008 feat. Athena Cage                                  |
| 2010 | Test Drive Ridin’ Solo                             | — | — | — | — | R&B58 (20 Wo.)R&B | — | Erstveröffentlichung: April 2010 feat. Joe                                         |
| 2011 | Make You Say Ooh ’Til the Morning                  | — | — | — | — | R&B46 (20 Wo.)R&B | — | Erstveröffentlichung: September 2011                                               |
| 2012 | Knew It All Along ’Til the Morning                 | — | — | — | — | R&B85 (7 Wo.)R&B | — | Erstveröffentlichung: April 2012 feat. Johnny Gill und Gerald Levert               |

Weitere Singles
- 1984: Lucky Seven (Stay as You Are)
- 1985: My Mind Is Made Up
- 1991: Spend a Little Time
- 1999: I Put You On
- 2002: What Is It
- 2002: Rebirth EP
- 2005: In Love for One Night

### Videoalben
- 2004: The Beat of Keith Sweat: Make You Sweat – The Video Collection
- 2007: Sweat Hotel Live

## Auszeichnungen für Musikverkäufe
| Goldene Schallplatte - Neuseeland - 1997: für die Single Nobody Platin-Schallplatte - Australien - 1997: für die Single Twisted - Neuseeland - 1996: für die Single Twisted |

Anmerkung: Auszeichnungen in Ländern aus den Charttabellen bzw. Chartboxen sind in ebendiesen zu finden.
| Land/RegionAuszeichnungen für Musikverkäufe (Land/Region, Auszeichnungen, Verkäufe, Quellen) | Silber     | Gold     | Platin       | Verkäufe   | Quellen                   |
| -------------------------------------------------------------------------------------------- | ---------- | -------- | ------------ | ---------- | ------------------------- |
| Australien (ARIA)                                                                            | —          | —        | Platin1      | 70.000     | aria.com.au               |
| Neuseeland (RMNZ)                                                                            | —          | Gold1    | Platin1      | 22.500     | aotearoamusiccharts.co.nz |
| Vereinigte Staaten (RIAA)                                                                    | —          | 5× Gold5 | 14× Platin14 | 18.000.000 | riaa.com                  |
| Vereinigtes Königreich (BPI)                                                                 | 2× Silber2 | —        | —            | 260.000    | bpi.co.uk                 |
| Insgesamt                                                                                    | 2× Silber2 | 6× Gold6 | 16× Platin16 |            |                           |